# Taihō (era)
A era Taihō (大宝) ou período Taihō foi uma era do Japão (年号, nengō) que se sucedeu após a segunda interrupção dos nomes das eras entre 686 e 701 ("Períodos Não-Nengō"). O Taihō teve lugar em 701, sucedendo a anterior era Shuchō. Este período ocupou os anos de 701 a partir de março, até maio de 704. O imperador reinante foi Mommu-tennō (文武天皇).

## História
Em 701, então conhecida como Taihō Gannen (大宝元年), o novo nome da era Taihō (que significa "Grande Tesouro") foi proclamado para lembrar a criação do "grande tesouro" de organização e leis codificadas. Uma nova era teve início no dia 21 do terceiro mês de 701.